# Opius phantasticus
Opius phantasticus är en stekelart som beskrevs av Fischer 1959. Opius phantasticus ingår i släktet Opius och familjen bracksteklar. Inga underarter finns listade i Catalogue of Life.